# イヌヴィアルクトゥン語

イヌイット諸語の分布

イヌヴィアルクトゥン語（イヌヴィアルクトゥンご、Inuvialuktun）とは、カナダノースウエスト準州で話されるイヌイット諸語の一つである。2016年のカナダの国勢調査によれば、約3,110人のイヌヴィアルイト人のうち520人がイヌヴィアルクトゥン語を話し、395人が母語とし、355人が家庭で話す。危機に瀕する言語である。